# Franziskus Ehrle
Franziskus Ehrle S.J. (17 października 1845 w Isny im Allgäu na terenie diecezji Rottenburg w Niemczech, zm. 31 marca 1934 w Rzymie) – niemiecki duchowny katolicki, jezuita, kardynał, Bibliotekarz i Archiwista Świętego Kościoła Rzymskiego.

## Życiorys
20 września 1861 roku wstąpił do Towarzystwa Jezusowego. Studiował filozofię w Szwajcarii i teologię w Liverpoolu. Święcenia kapłańskie przyjął 24 września 1876 roku w Liverpoolu. Do roku 1878 pracował duszpastersko Liverpoolu, a w latach 1878–1880 w Brukseli. W latach 1880–1895 prowadził pracę badawczą w Archiwach Watykańskich. W styczniu 1895 roku został pro-prefectem Archiwum Watykańskiego, a w czerwcu 1895 roku jej prefektem. W 1914 roku zamieszkał w Feldkirch i jednocześnie mieszkał w Rzymie. W 1916 roku zamieszkał w Monachium. W latach 1919–1922 był wykładowcą na Papieskim Instytucie Bibijnym i na Papieskim Uniwersytecie Gregoriańskim w Rzymie. Na konsystorzu 11 grudnia 1922 roku papież Pius XI wyniósł go do godności kardynalskiej z tytułem diakona San Cesareo in Palatio. 17 kwietnia 1929 roku mianowany Archiwistą i Bibliotekarzem Świętego Kościoła Rzymskiego. Zmarł 31 marca 1934 roku w Rzymie. Pochowano go na rzymskim cmentarzu Campo Verano. 